# Blott den som längtan känt...
Blott den som längtan känt... (originaltitel: None but the lonely heart) är en amerikansk film från 1944 med Cary Grant i huvudrollen. Filmen är regisserad av Clifford Odets.

## Handling
Cary Grant spelar en dagdrivare i Londons East End under 1930-talet som bestämmer sig för att ta tag i sitt liv efter att han får reda på att hans mor är döende.

## Om filmen
Filmen nominerades till fyra Oscars, bland annat för bästa huvudroll: Cary Grant. Den vann en, för bästa kvinnliga biroll: Ethel Barrymore.

## Rollista (i urval)
- Cary Grant
- Ethel Barrymore
- Barry Fitzgerald
- June Duprez
- Jane Wyatt
- George Coulouris